# Júzcar
Júzcar község Spanyolországban, Málaga tartományban. Júzcar Estepona, Jubrique, Faraján, Alpandeire, Ronda, Cartajima, Pujerra és Benahavís községekkel határos. Lakosainak száma 227 fő (2024).

## Nevezetességek

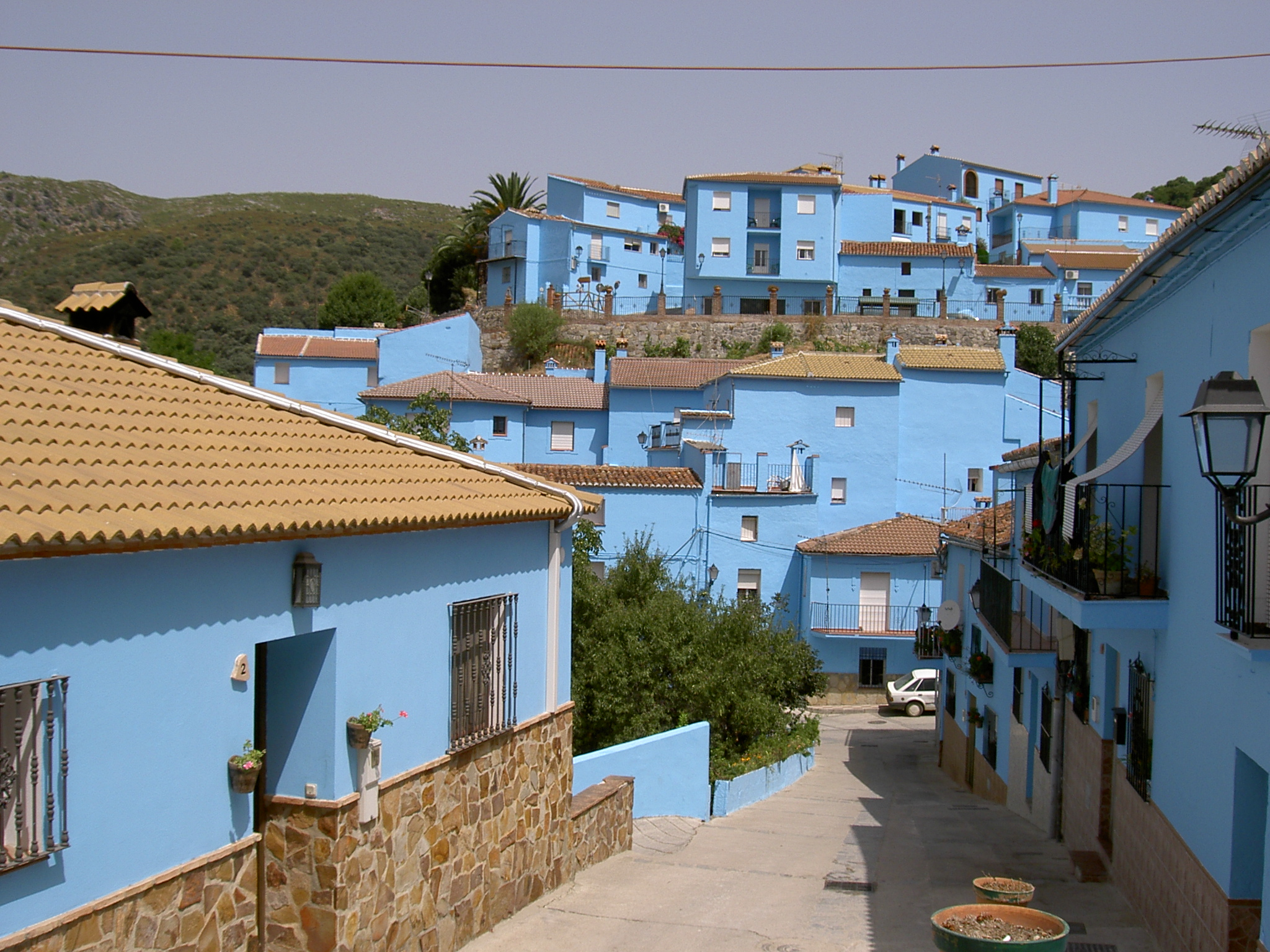
A falu kékre festett házai

2011-ig a falu házai a környék hagyományaihoz híven fehérre festett falú házak voltak, ekkor azonban a Hupikék törpikék reklámcéljaiból mindet égszínkékre festették. Az eredmény sem maradt el: a pici faluba évente több tízezer turista látogatott el, akik rengeteg törpös szuvenírt is megvásároltak. 2017 nyarán azonban úgy döntöttek a helyiek, hogy bár a házak most már megmaradnak kéknek, ám mivel a Hupikék törpikék jogtulajdonosa 12%-os részesedést követelt magának a bevételből, így augusztus közepétől a házszínek kivételével inkább megszüntetnek a faluban mindent, ami a törpökkel kapcsolatos.

## Népesség
A település népessége az elmúlt években az alábbi módon változott:
| Lakosok száma | 227  | 201  | 201  | 218  | 242  | 238  | 226  | 232  | 247  | 227  |
|               | 2001 | 2004 | 2007 | 2009 | 2011 | 2015 | 2017 | 2019 | 2022 | 2024 |